# 1537 în literatură
- 1536 în literatură — 1537 în literatură — 1538 în literatură

Anul 1537 în literatură a implicat o serie de evenimente semnificative. 

## Eseuri
- Martin Luther - Les Articles de Smalkalde
- Bonaventure Des Périers - La Pronostication des pronostications, non seulement de cette présente année MDXXXVII, mais aussi des autres à venir voire de toutes celles qui sont passées, qui est une diatribe contre les almanachs et leurs prévisions

## Decese
- ? 1536/7 - Gil Vicente, poet și dramaturg portughez, considerat primul dramaturg portughez (n. cca 1465).

Format:1537